# Siccia arabica
Siccia arabica is een vlinder uit de familie spinneruilen (Erebidae), onderfamilie beervlinders (Arctiinae). De wetenschappelijke naam van de soort is voor het eerst geldig gepubliceerd in 1983 door Wiltshire.
Deze nachtvlinder komt voor in tropisch Afrika.